# غواكانغ
غواكانغ (بالإنجليزية: Goicang)‏ هي منطقة سكنية تقع في الصين في أزمة التبت والصين. يقدر عدد سكانها بـ
- نسمة .